# Sartor Resartus
Sartor Resartus (en español, El sastre remendado o El sastre sastreado) es la obra más importante escrita por Thomas Carlyle. El título completo es El sastre sastreado: vida y opiniones del señor Teufelsdröckh (Sartor Resartus: The Life and Opinions of Herr Teufelsdröckh).
Fue publicada inicialmente entre 1833 y 1834 como una novela por entregas, con la intención de ser un comentario sobre el pensamiento y los primeros años de un filósofo alemán denominado Diógenes Teufelsdröckh (lo que traducido es un absurdo, ya que Diógenes significa 'de origen divino', mientras que Teufelsdröckh se traduce como 'excremento de demonio'), autor de un tomo titulado Ropajes: su origen e influencia, pero en realidad era un poioumenon. Los pensamientos trascendentales de Teufelsdröckh son analizados por un editor escéptico inglés que también provee material biográfico fragmentado sobre el filósofo. La obra es una parodia de Hegel y, en general, del idealismo alemán.

## Antecedentes
Archibald MacMechan conjeturó que la invención de la novela tenía tres fuentes literarias. La primera de ellas fue Historia de una barrica de Jonathan Swift, a quien Carlyle admiraba intensamente en sus años universitarios, llegando a utilizar los apodos de «Jonathan» y «El Decano». En esa obra, las tres principales tradiciones del cristianismo occidental están representadas por un padre que otorga a sus tres hijos ropas que nunca pueden alterar, pero que proceden a hacerlo según la moda. La segunda influencia de Carlyle, según MacMechan, fue su propio trabajo en la traducción de Goethe, en particular Los años de aprendizaje de Wilhelm Meister, Las penas del joven Werther, y Fausto, todo lo cual Carlyle cita y refiere explícitamente, especialmente cuando Teufelsdröckh nombra su propia crisis «Las penas del joven Teufelsdröckh». La tercera influencia importante fue Tristram Shandy de la que Carlyle cita muchas frases, y a la que se refería en cartas anteriores.

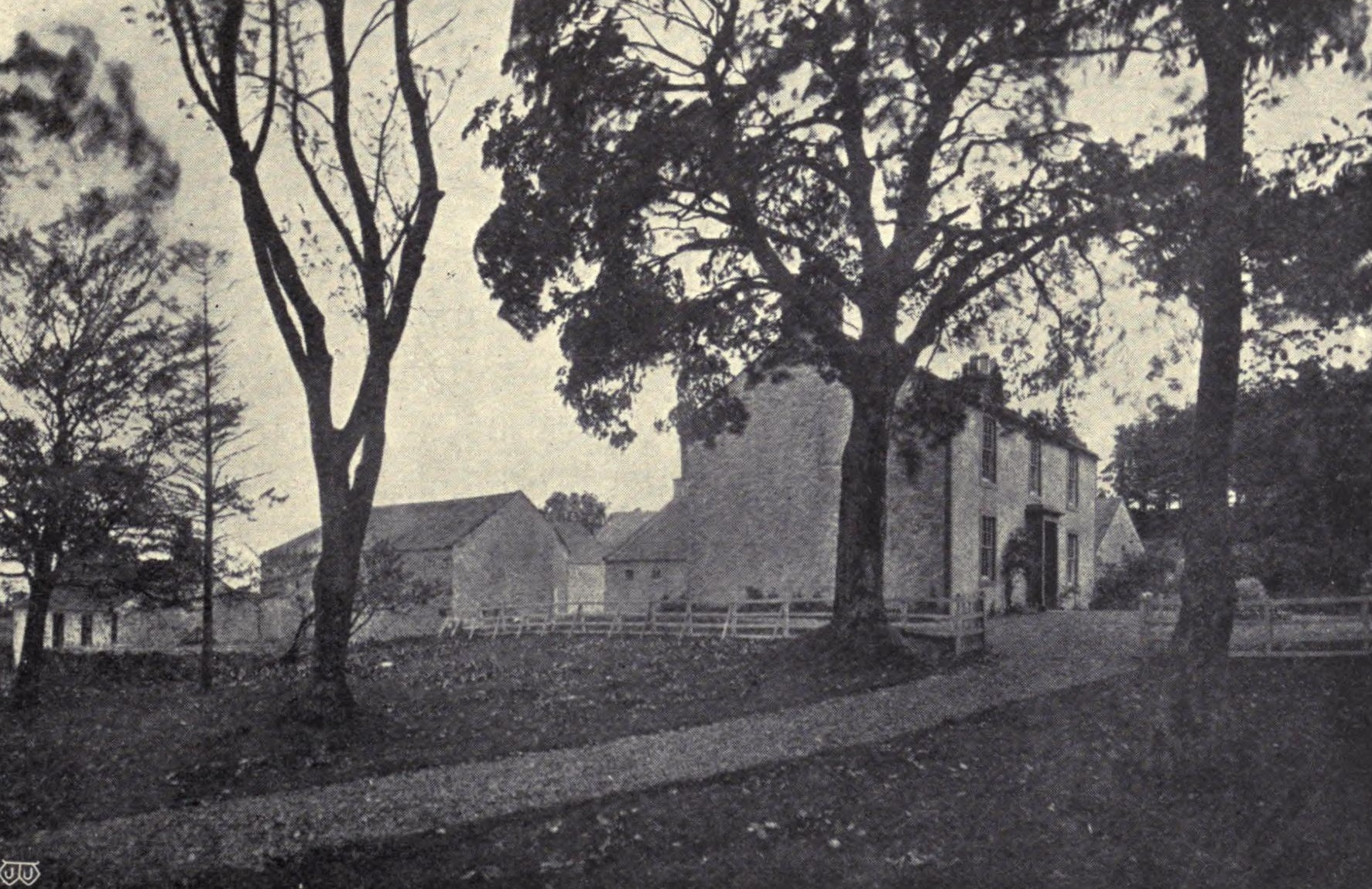
Craigenputtock House.

Carlyle trabajó en una novela anterior, Wotton Reinfred, a la que MacMechan se refiere como «el primer borrador de Sartor». Carlyle terminó siete capítulos de la novela semiautobiográfica que describe a un joven de educación profundamente religiosa que es despreciado en el amor y que, a partir de entonces, vaga. Finalmente, encuentra al menos un consuelo filosófico en un misterioso desconocido llamado Maurice Herbert, que invita a Wotton a su casa y discute frecuentemente con él sobre filosofía especulativa. En este punto, la novela cambia abruptamente a un diálogo altamente filosófico que gira principalmente en torno a Kant.
Aunque la novela inacabada impresionó profundamente a la esposa de Carlyle Jane (de soltera Welsh), Carlyle nunca la publicó y su existencia fue olvidada hasta mucho después de la muerte de Carlyle. MacMechan sugiere que la novela provocó la frustración y el desprecio de Carlyle debido al «celo por la verdad y su odio por la ficción» del que habla en sus cartas de la época. Numerosas partes de Wotton aparecen en la sección biográfica de Sartor Resartus, donde Carlyle las convierte humorísticamente en esbozos autobiográficos de Teufelsdröckh, de los que el editor se queja constantemente de que son demasiado fragmentarios o derivados de Goethe. Aunque se dice erróneamente que Carlyle la quemó, la novela inacabada sigue existiendo en forma de borrador; varios pasajes fueron trasladados textualmente a Sartor Resartus, pero con su contexto radicalmente cambiado.
Carlyle tuvo dificultades para encontrar un editor para la novela, y comenzó a componerla como un artículo en octubre de 1831 en Craigenputtock. Fraser's Magazine la publicó por entregas en 1833-1834. El texto aparecería por primera vez en forma de volumen en Boston en 1836, su publicación fue organizada por Ralph Waldo Emerson, que admiraba mucho el libro y a Carlyle. Los hábiles tratos de Emerson con los editores de ultramar harían que Carlyle recibiera una alta compensación, que la novela no alcanzó en Gran Bretaña. La primera edición británica se publicaría en Londres en 1838.